# Przejścia graniczne Węgier
Spośród granic Węgier granice ze Słowenią, Austrią i Słowacją od 21 grudnia 2007 są wewnętrznymi granicami strefy Schengen. W myśl art. 2 układu ze Schengen na granicach tych osoby nie są poddawane jakiejkolwiek kontroli.
Od 1 stycznia 2007 granica Węgier z Rumunią, a od 1 lipca 2013 z Chorwacją są wewnętrznymi granicami Unii Europejskiej. Do czasu przystąpienia Rumunii do układu z Schengen odbywa się na niej tylko kontrola paszportowa.
Granice Węgier z Serbią oraz Ukrainą są granicami zewnętrznymi Unii Europejskiej i strefy Schengen. Odbywa się na nich kontrola paszportowa i celna.
Jeśli nie zaznaczono inaczej, przejścia są dostępne dla obywateli wszystkich państw, w ruchu osobowym (dla pieszych, rowerzystów i motocyklistów) i towarowym, a odprawa jest dokonywana całą dobę.

## Istniejące przejścia graniczne

### Granica zUkrainą

#### przejścia drogowe
- Záhony – Czop
- Lónya – Dzwinkowe czynne od 8 do 16, ograniczona dostępność
- Barabás – Kosoń czynne od 7 do 19, ograniczona dostępność
- Beregsurány – Łużanka tylko ruch osobowy
- Tiszabecs – Wyłok

#### przejścia kolejowe
- Záhony – Czop
- Eperjeske – Sołowka

#### przejścia rzeczne
- Tiszabecs tylko ruch osobowy na specjalny wniosek

### Granica zRumunią

#### przejścia drogowe
- Csengersima – Petea
- Valláj - Urziceni
- Nyírábrány – Valea lui Mihai czynne od 8 do 15, ograniczona dostępność
- Ártánd – Borș
- Méhkerék – Salonta tylko ruch osobowy
- Gyula – Vărşand
- Battonya – Turnu tylko ruch osobowy
- Nagylak – Nâdlac

#### przejścia kolejowe
- Ágerdömajor – Carei tylko ruch osobowy, ograniczona dostępność
- Biharkeresztes – Bihor
- Kötegyán – Salonta
- Lökösháza – Curtici
- Nyírábrány – Valea lui Mihai

### Granica zSerbią

#### przejścia drogowe
- Ásotthalom – Bački Vinogradi, czynne od 7 do 19
- Tiszasziget – Đala, czynne od 8 do 16 (X - IV), od 7 do 19 (V - IX)
- Tompa – Kelebija
- Bácsalmás – Bajmok, czynne od 8 do 16 (X - IV), od 7 do 19 (V - IX)
- Röszke - Horgoš (autostradowe)
- Röszke - Horgoš II, czynne od 7 do 19
- Hercegszántó – Bački Breg
- Bácsszentgyörgy – Rastina, czynne od 7 do 19
- Kübekháza - Rabe, czynne od 8 do 16 (X - IV), od 7 do 19 (V - IX)

W okresie wakacyjnym niektóre przejścia graniczne mają wydłużone godziny pracy.

#### przejścia kolejowe
- Kelebia – Subotica

#### przejścia rzeczne
- Segedyn – Kanjiža czynne od świtu do zmroku

### Granica zChorwacją

#### przejścia drogowe
- Udvar – Duboševica
- Drávaszabolcs – Donji Miholjac
- Barcs – Terezino Polje
- Berzence – Gola
- Letenye – Goričan

#### przejścia kolejowe
- Magyarbóly – Beli Manastir
- Gyékényes – Koprivnica
- Murakeresztúr – Kotoriba

#### przejścia rzeczne
- Mohacz
- Drávaszabolcs tylko ruch osobowy dla obywateli Węgier i Chorwacji

### Przejścia graniczne w międzynarodowych portach lotniczych
- port lotniczy Budapest-Ferihegy

## Dawne przejścia graniczne

### Granica zeSłowenią

#### przejścia drogowe
- Tornyiszentmiklós – Pince tylko dla obywateli Węgier i Słowenii, czynne od 8 do 22
- Rédics – Dolga vas
- Nemésnep – Kobilje tylko dla obywateli Węgier i Słowenii, czynne od 8 do 16
- Magyarszombatfa – Prosenjakovci tylko dla obywateli Węgier i Słowenii, czynne od 8 do 16
- Bajánsenye – Hodoš tylko ruch osobowy
- Felsöszölnök II – Martinje tylko ruch osobowy, tylko dla obywateli Węgier i Słowenii, czynne od 8 do 18

### Granica zAustrią

#### przejścia drogowe
- Rábafüzés – Heiligenkreutz
- Szentpéterfa – Eberau tylko ruch osobowy, tylko dla obywateli Austrii, Węgier i państw członkowskich Unii Europejskiej, czynne od północy do 21
- Bucsu – Schachendorf
- Bozsok – Rechnitz tylko ruch osobowy, tylko dla obywateli Austrii, Węgier i państw członkowskich Unii Europejskiej, czynne od 6 do 22
- Írottkö tylko ruch osobowy, na specjalny wniosek
- Kőszeg – Rattersdorf
- Kópháza – Deutschkreutz ruch towarowy dla samochodów o masie do 20 ton
- Sopron – Klingenbach tylko ruch osobowy
- Fertőrákos – Mörbisch tylko dla pieszych i rowerzystów, czynne od 8 do 20
- Fertőd – Pamhagen tylko ruch osobowy
- Jánossomorja – Andau tylko dla pieszych i rowerzystów, czynne od 8 do 20
- Hegyeshalom – Nickelsdorf

#### przejścia kolejowe
- Szentgotthárd – Mogersdorf
- Rábafüzés – Heiligenkreutz
- Kópháza – Deutschkreutz
- Sopron-GySevü – Baumagarten Schattendorf
- Sopron-Déli – Loipersbach im Burgenland
- Fertöújlak – Pamhagen
- Hegyeshalom – Nickelsdorf tylko ruch osobowy

#### przejścia rzeczne
- Fertőrákos – Mörbisch (na Jeziorze Nezyderskim; ograniczona dostępność)

### Granica zeSłowacją

#### przejścia drogowe
- Rajka – Bratysława-Rusovce
- Vámosszabadi – Medveďov
- Komárom – Komárno (Most Elżbiety)
- Ostrzyhom – Štúrovo (Most Marii Walerii)
- Letkés – Salka
- Paraszapuszta – Šahy
- Balassagyarmat – Slovenské Ďarmoty
- Ipolytarnóc – Kalonda tylko dla obywateli Węgier i Słowacji, czynne od 8 do 16
- Somoskőújfalu – Šiatorská Bukovinka
- Bánréve – Kráľ
- Aggtelek – Domica
- Tornanádanska – Hosťovce tylko dla obywateli Węgier i Słowacji, czynne od 8 do 17
- Tornyosnémeti – Milhosť
- Sátoraljaújhely II tylko ruch osobowy, tylko dla obywateli Węgier i Słowacji
- Sátoraljaújhely – Slovenské Nové Mesto
- Pácin – Veľký Kamenec tylko ruch osobowy, tylko dla obywateli Węgier i Słowacji, czynne od 8 do 16

#### przejścia kolejowe
- Rajka – Bratysława-Rusovce
- Szob – Štúrovo
- Somoskőújfalu – Fiľakovo
- Hidasnémeti – Čaňa
- Sátoraljaújhely – Slovenské Nové Mesto

#### przejścia rzeczne
- Komárom – Komárno
- Ostrzyhom – Štúrovo